# Pleurostachys guianensis
Pleurostachys guianensis är en halvgräsart som beskrevs av Hendrik Uittien. Pleurostachys guianensis ingår i släktet Pleurostachys och familjen halvgräs. Inga underarter finns listade i Catalogue of Life.